# والتر ليندون بوب
والتر ليندون بوب (بالإنجليزية: Walter Lyndon Pope)‏ هو قاضي ومحامي أمريكي، ولد في 26 يناير 1889 في فالبارايسو في الولايات المتحدة، وتوفي في 27 مارس 1969.